# Káldy Gyula
Káldy Gyula (Pest, 1838. december 18. – Budapest, 1901. március 6.) karmester, főrendező, színházigazgató, zeneszerző, zenei író, a Magyar Királyi Operaház igazgatója.

## Élete
Iskoláit a pesti piaristák gimnáziumában végezte, és már kora ifjú éveiben nagy tehetséget mutatott a zene iránt, melyet nagyszülei igyekeztek kifejteni. 1850-ben a Nemzeti Színházban a Próféta című operában az egyik fiú szerepében énekelt. A Nemzeti Zenedében nyerte alapképzését (1847-1851), majd Bécsben, az ottani konzervatóriumban fejezte be tanulmányait Fischoff és Sechter tanárok vezetése alatt (1863-64). A zene elméletén és a zongorán kívül majd minden hangszeren alapos képzettséget szerzett, ami későbbi karnagyi és kompozitori pályáján nagy előnyére vált. E mellett tanulmányozta az éneket és a hangszerelést; ugyanekkor elsajátította a francia és olasz nyelvet.
Bécsben La Grua, a nagy hírű énekművésznő mellett ismétlő, kísérő és szereptanító volt. Az Akademia der Tonkunst által négyes szólamú karra kiírt pályázatnál 22 pályázó közül ő nyerte a pályadíjat; mint szép hangú énekes három évig az udvari kápolna énekkarában mint magánénekes működött, és az operaháznál is szerepelt. 1858 augusztusában a kolozsvári opera karnagyi állására szerződtették, ahol 1866 májusig működött; 1860-ban a Bukarestben nagy sikerrel működött magyar operának volt az igazgatója. Kolozsvárról 1866-ban Aradra ment, ahol a színház karnagyi és művezetői állását töltötte be 1871-ig; azután karnagy volt Pécsett, 1872 májusáig. 1872 májusában Budapestre költözött, és 1874 októberéig volt karnagy; 1873-ban a Nemzeti Színház színitanodájának ének- és operakiművelési tanára lett; itt 1881-ig működött. 1874-ben, Richter János távoztával a budapesti zeneműkedvelők egylete karnagyának választotta, és a klasszikus zeneművek mellett egymásután mutatta be a modern és a magyar zeneirodalom legjobb alkotásait. Bizet és Massenet zenekari műveivel szintén ő ismertette meg először a fővárosi közönséget. Keresett énektanár volt, még Koburg herceg neje, a belga király leánya is őt választotta tanárul.
1881-ben a Nemzeti Színház rendezője lett, majd 1884-ben, a Magyar Királyi Opera megnyitása után abban a főrendező lett, ahol 1888 októberig működött. A hugenották, a Carmen, a Lucrezia Borgia operák rendezését többen mintaelőadásoknak tartották. 1889 őszén Nikolics Sándorral alapította a magyar zeneiskolát, melynek élén mint alelnök, igazgató és énektanár nemzeti szellemben működött. Nikolics Sándor halála után (1895) a magyar zeneegyesület közgyűlése őt választotta elnökének és a magyar zeneiskola igazgatójának. 1895. februártól kezdve mint a magyar zene sajátságait előadó tanár, az országos magyar királyi zeneakadémián működött, a magyar királyi pedagógiumban pedig 1894 szeptembertől az éneket és a zenetörténetet tanította. 1895. augusztus 18-án (Nikisch Artúr távozása után) az Operaház igazgatójának nevezte ki a kormány. 1875-től 1879-ig Budapesten mint énektanár működött a felső leányiskolában, 1894–95-ben pedig az állami pedagógiumban. Zenei kíséretes felolvasásokat tartott a Magyar Tudományos Akadémia dísztermében, a néprajzi társaság gyűlésein 1892. március 27-én és 1894. május 20-án a Thököly Imre és I. Rákóczi Ferenc korabeli és a közvetlen utána következő időből való dalokról, nótákról, egyházi énekekről és táncokról. A Magyar Történelmi Társulat ülésein 1895. március 31-én, 1896. március 25-én és december 20-án a régi magyar katona-, tábori és hazai dalokról adott elő.
Káldy Gyula 1893-ban megcáfolta azt a legendát is, hogy a Lehel kürtjét csak Lehel tudta megszólítani, mert hatalmas riadót fújt el rajta.

## Munkássága
Mint zeneszerző, élénk tevékenységet fejtett ki, önálló művei közül fölemlítendők a Zuávok című háromfelvonásos vígopera (szövegét Follinus Emil írta), amit 1868-ban Aradon mutattak be, és később a fővárosban 25-nél több előadást ért meg; Ünnepi nyitány a székesfejérvári új magyar színház megnyitásához 1874; Bevezető zene, gróf Zichy Géza, Hazánk című opera- és népszínmű-egyveleghez 1892-ben az operaházban; Nyitány a 100 éves szini jubileum alkalmára (Kolozsvár, 1892); XVIII. századbeli tábori kép (Operaház, 1895 májusa); a Te Deum laudamus férfikarra orgonakísérettel és négy trombitára írt műve (1891-ben, Valéria királykisasszony eljegyzése alkalmával adták elő). Kórusművei közül megemlítendők: a 16 kuruc dal, Márcziusban, Vándordal, Tavasz ébredése, Karácsony, Távolból üdvözlet stb.. 
Kísérőzenét a következő színművekhez szerzett: Szigligeti Ede: Mátyás király lesz (1858), Benedek József: Szegedi kupecz (1859), Katona József: Lucza széke, Tóth Kálmán: Dobó Katicza (1862), Szigligeti Ede: Istenhegyi székely leány (1863), Haray Viktor: Székely támad (1864), Szigeti József: Széchy Mária (1865), P. Szatmáry Károly: Mátyás király Erdélyben (1865), Lukácsi Sándor: Zsidó honvéd, Ubrik Borbála: Zsidó apácza, Kurta szoknyás leány (1868–69.), Szépfaludy Ö. Ferenc: Amerika (1873), Szegfi Mór: Senki leánya, Molière: Úrhatnám polgár, Octave Feuillet: Erdő szépe (1881), William Shakespeare: Othelló (1882), Dóczy Lajos: Utolsó szerelem (1883), Erckmann: Két Rantzau, Gabányi Árpád: Sámuel király (1895). 
Külön figyelmet érdemel még A régi magyar zene kincsei (I., II. füzet zongorára négy kézre), amely Bihari János, Lavotta János, Csermák Antal, az öreg Boka András és Rózsavölgyi Márk legszebb műveit tartalmazza.
Cikkei a Fővárosi Lapokban (1878., 186., 187. sz. zenészeti tárcák a világtárlatról, a párisi színházakról és az ottani zeneviszonyokról, 1880. 275. sz. A magyar operák, 1888. 346. sz. Erkel Ferenczről, a magyar királyi opera öt évi működése, 1889. 178. sz. A franczia nagy forradalom zeneművei); a Zenelapban (1888. Az operaénekesek és énekesnők díjazásáról); A Budapesti Ujságban (1889. nov. 15., 17. Apróságok a m. kir. operaházból); a Zenevilágban (1890. Mátyás király a külföldi s a hazai opera irodalomban); az Ethnographiában (III. 1892. A Thököly Imre és Rákóczi Ferenc korabeli dalok, egyházi énekek, táncok; németül az Ung. Revueben); a Magyar Szalonban (1894. Régi magyar harczi és katonadalok); az Új Időkben 1895. (Két régi hegedűsről: Barna Mihály, Czinka Panna); Az Osztrák-magyar Monarchiában (A világi zene); Az ezredéses magyar állam és népe cz. műben (Bpest, 1896. A magyar zene.) A Pallas nagy lexikonában (I-XIII. k. Bpest, 1893-96.) a magyar zene és tánc cikkeit írta.

## Munkái
- A régi magyar zene kincsei. Bpest, 1890. Két füzet. (Zongorára négy kézre 29 zenedarab.)
- Kurucz dalok. Uo. 1892. (Énekre zongorakisérettel, 29 zenedarab, 3 hat régi dallal bőv. kiadása. Uo. 1896.)
- Régi magyar harczi dalok és verbunkosok 1716-1809. Uo. 1893. (30 zenedarab.)
- Az 1848-49. szabadságharcz dalai és indulói. Uo. 1895. (56 dal, táncz és induló. Ism. Nemzet 232., Főv. L. 234., P. Napló 235. Bud. Hirlap 231., Politikai Heti Szemle 35. sz.)
- Az 1821-1861. években keletkezett magyar történeti énekekről és indulókról. Bpest, 1895. (M. történelmi társulat felolvasásai I.)
- A régi és újabb magyar tánczokról 1563-1848. Uo. 1896. (M. tört. társ. felolvasásai II.)
- XVI., XVII., XVIII. századi magyar történeti énekek. Uo. 1897. (Magyar történelmi társ. felolvasásai III.)